# Théodore Peyrusson
Théodore Henri Peyrusson, né le 8 juillet 1884 à Montrouge et mort pour la France le 5 mars 1916 à Verdun, est un champion de natation français, recordman du monde de plongeon.

## Biographie
Pilier du Club des nageurs de Paris (réunissant les professionnels de la natation), Théodore Peyrusson se spécialise dans la discipline acrobatique du plongeon.
Lors du championnat de France professionnel organisé à Joinville-le-Pont le 24 juin 1906, il se classe deuxième du concours de plongeon. Il surpasse ce résultat de façon éclatante en partageant aux points (84 points) le titre de champion du monde de plongeons avec son compatriote Vaissade au mois d'août suivant au meeting de Joinville-le-Pont. 
Il se forge une notoriété internationale en conquérant le 15 août 1908, à l’occasion des championnats de France de natation, le record du monde de plongeon. Il y accomplit un saut de 31,48 m du haut d’une chèvre géante édifiée au bord de la Marne à Joinville-le-Pont,. Ce record du monde est effacé dès 1910 par le saut de 46 m réussi par le plongeur américain Well depuis le pont de Brooklyn. Mais l’exploit de Peyrusson demeure le record de France jusqu’en 1920, date à laquelle il est surpassé par la performance du nageur français d’Algérie Boffarul, qui homologue un plongeon de 35 m du haut du viaduc de Nogent-sur-Marne.

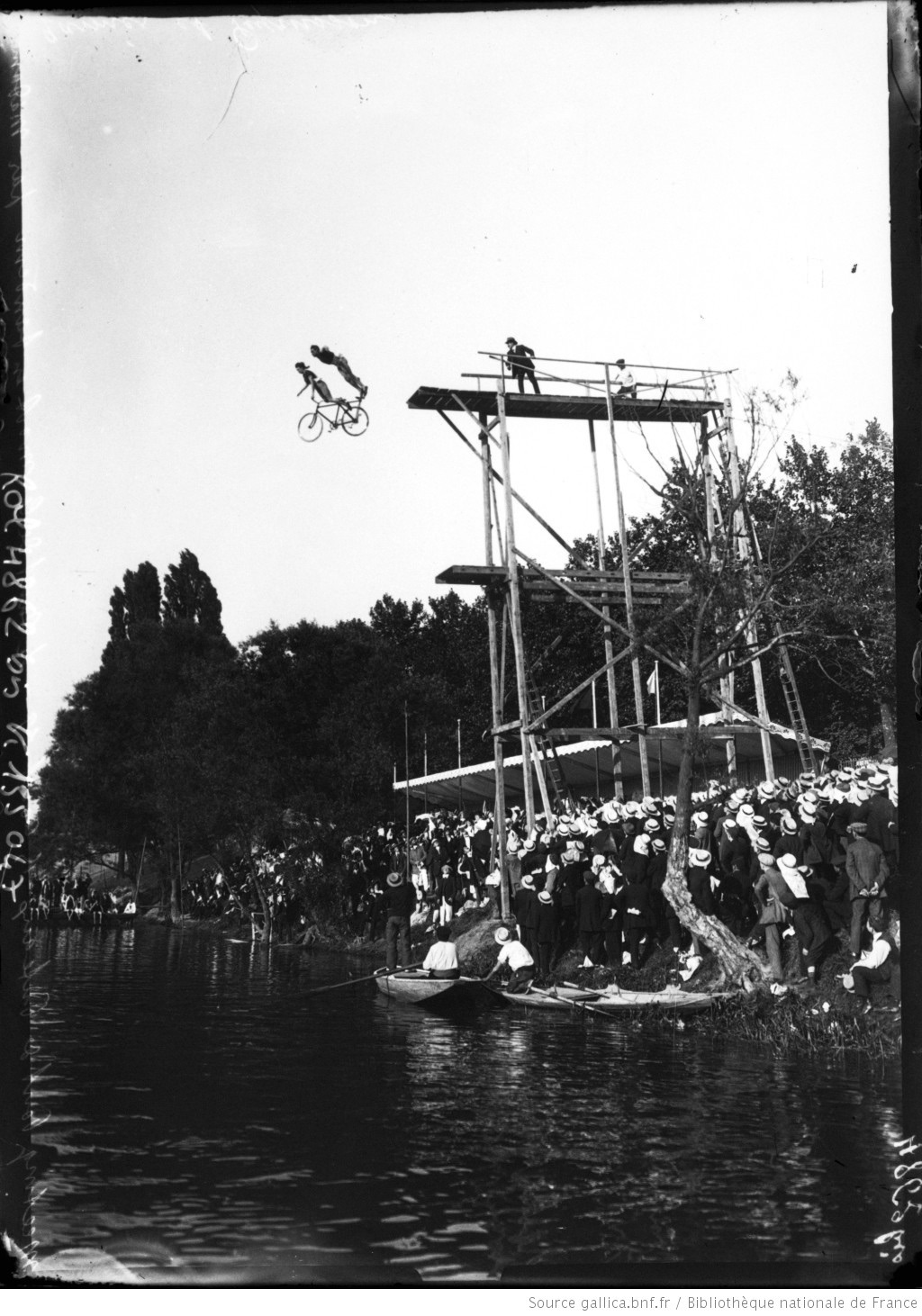
« Saut de la mort » en tandem, effectué par Mme Garnier et Théodore Peyrusson le 15 août 1909, lors du Meeting international de L'Auto près du pont de Puteaux.

Imitant l’exemple de son ancien rival sportif Vaissade, Peyrusson se consacre ensuite au sport-spectacle. Il invente des attractions acrobatiques et spectaculaires dans lesquelles il se produit sous la forme d’exhibitions publiques et de numéros de cirque. 
Il met au point une variante du « saut de la mort », plongeon dans l’eau à bicyclette depuis quinze à vingt mètres de hauteur, créé par Vaissade en accomplissant le 15 août 1909 un saut en tandem dans la Seine près du pont de Puteaux, en compagnie de Mme Garnier, sociétaire du Club des Mouettes de Paris et championne de France de plongeon, à l’occasion du meeting international de L’Auto. Il renouvelle ensuite régulièrement cette performance, soit en compagnie de Mme Garnier, soit avec Mme Desbordes puis, à partir de 1913, en binôme avec un autre champion de France de plongeons, Louis Delbort,. Il effectue aussi le « saut de la mort » en solitaire.
Théodore Peyrusson crée également les numéros de plongeon du « Tourbillon humain » et de « La Comète Humaine ». Ce dernier est une des attractions nautiques vedettes du Nouveau Cirque de Paris en 1914. L’athlète y saute du haut de la coupole de la salle de spectacle dans le bassin aquatique installé au milieu de l’arène.
Peyrusson a aussi pratiqué la natation, où il remporte plusieurs courses et championnats avant 1909. Il se classe ainsi troisième de la course du 100 mètres lors du championnat de France professionnel de Joinville-le-Pont le 24 juin 1906. Il s’aligne encore le 27 mai 1911 au Championnat de France dans les catégories du 500 mètres (professionnels) et du 100 mètres handicap en arrivant 5e dans ces deux compétitions. Il est l’entraîneur du nageur d’endurance Eugène Estrade à ses débuts. Il est en outre un des dirigeants de la Fédération professionnelle de natation.
Il œuvre aussi au service des nageuses féminines en qualité de professeur de natation attitré du Club des Mouettes de Paris.
Sa mobilisation lors de la Première Guerre mondiale met un terme à sa carrière de sportif professionnel. Le soldat de 2e classe Théodore Peyrusson, du 153e régiment d’infanterie, meurt en mars 1916 des suites de blessures de guerre reçues au début de la Bataille de Verdun.